# Tromboflebitis superficial
La tromboflebitis superficial es la inflamación de una vena superficial por un coágulo de sangre. También se le conoce como trombosis venosa superficial.

## Etiología
La tromboflebitis superficial suele ocurrir después de utilizar una vía intravenosa o un traumatismo de una vena.

## Factores de riesgo
Son factores de riesgo los embarazos y el uso de anticonceptivos orales. Otros factores de riesgo son infecciones, irritación química del área, inmovilidad por mucho tiempo, venas varicosas.

## Cuadro clínico
Los síntomas más frecuentes de una trombosis superficial son:
- Enrojecimiento o inflamación de la piel a lo largo de una vena superficial
- Calor en el tejido alrededor de una vena superficial
- Sensibilidad o dolor a lo largo de una vena superficial, que empeora cuando se aplica presión sobre la vena
- Endurecimiento de una vena superficial, la vena se siente como un tendón

Los síntomas, en general, son de corta duración (1 a 2 semanas), aunque el endurecimiento de la vena puede permanecer por un tiempo mayor.

## Diagnóstico diferencial
La tromboflebitis superficial se parece mucho a una celulitis, aunque a diferencia de ésta, habitualmente no hay fiebre y responde favorablemente al uso de antiinflamatorios no esteroidales, sin necesidad de utilizar antimicrobianos.

## Pronóstico
La tromboflebitis superficial es usualmente una afección generalmente benigna y de corta duración.

## Complicaciones
Las complicaciones de la tromboflebitis superficial son poco comunes y los posibles problemas pueden ser: infecciones, trombosis venosa profunda o embolia pulmonar. En estos dos últimos casos vale señalar que la tromboflebitis superficial si bien se considera una entidad de bajo potencial embolígeno este puede verse aumentado en situaciones especiales: inmovilización, neoplasias, ancianidad, trombosis de afluentes directas hacia el sistema venoso profundo, trombofilias, etc.

## Tratamiento
Los tratamientos buscan reducir el dolor e inflamación, así como la prevención de complicaciones posteriores. Para reducir el dolor y la hinchazón, generalmente se recomienda el uso de medias de compresión graduada y la elevación de la extremidad afectada. Se suelen recetar analgésicos para el dolor, medicamentos antiinflamatorios no esteroides (AINES) para reducir la inflamación. Excepcionalmente se usan anticoagulantes. 